# Patrícia Maldonado
Patrícia Maldonado Aricó, mais conhecida como Patrícia Maldonado (São Paulo, 13 de maio de 1975) é uma jornalista brasileira. Nascida na capital, mudou-se para Valinhos, no interior, aos 3 anos de idade. 

## Carreira
Em 1994 se tornou estagiária no Folha de S.Paulo e Correio Popular. Em 1996 foi repórter do Jornal Regional na EPTV e no ano seguinte migrou para a TV Aliança, atual TV TEM, retornando para a EPTV em 98. Em 1999 estreou no canal a cabo SporTV, onde ficou como repórter e apresentadora até o primeiro semestre de 2004. Logo depois foi contratada pela Rede Record como apresentadora do Tudo a Ver vespertino ao lado de Paulo Henrique Amorim e Luciano Faccioli substituindo Janine Borba em 18 de outubro de 2004. O programa teve seu fim em 10 de março de 2006, mas volta no dia 26 do mesmo mês num formato de notícias rápidas e reprise de matérias de outros programas da casa, mas agora na faixa noturna da Record variando seu horário dependendo do dia da semana. Apresentou também na emissora o reality show Troca de Família e cobriu férias de Ana Hickmann no Hoje em Dia. Em 2007 assinou com a Band, onde passou a apresentar o Atualíssima ao lado de Leão Lobo, onde ficou até 29 de fevereiro de 2008. Em 2008, comandou o game show É O Amor, na qual realizava os encontros dos casais.
Em 2008, em vídeo gravado durante a transmissão do Festival de Parintins, Patrícia Maldonado criticou o apresentador do festival, dizendo que "não é mais chato por falta de espaço", juntamente com José Luiz Datena. Os dois abusaram de ironia e linguagem explícita. Datena ainda fez um comentário xenófobo, ao dizer "Vamos fazer o movimento da 'parintinada'. Amazonas independente do Brasil em nível nacional". A Band e os apresentadores afirmaram, em nota, que as frases foram tiradas de contexto e que eram comentários em off, não interferindo na transmissão veiculada em rede nacional. Patrícia, durante a transmissão, ainda afirmou que "as moças que encenavam as sinhazinhas do boi precisavam pintar os cabelos de louro, pois todos aqui são descendentes indígenas".
Em 2009 apresentou o Dia Dia com Lorena Calábria e Daniel Bork, porém em 1 de novembro foi transferida para o Band Esporte Clube, também apresentado por seu marido Guilherme Arruda. Em 1 de outubro de 2010 estreia no comando do Vídeo News até 26 de agosto de 2011. Após um ano fora do ar, foi escalada para apresentar o Primeiro Jornal e em 2014 retorna para o Band Esporte Clube. Em 2015 deixou a Band para mudar-se para os Estados Unidos, mas retornou no começo de 2020 apenas para apresentar de forma interina o Aqui na Band. Em 2024, realizou reportagens para o SBT Brasil.

## Vida pessoal
Patrícia formou-se pela PUC-Campinas em 1995. Em 25 de junho de 2010 deu à luz sua primeira filha, Nina. Em 31 de janeiro de 2012 nasceu sua segunda filha, Maitê. Em 2016 se mudou para os Estados Unidos. Oficializou o casamento com Guilherme Arruda em setembro de 2012. 

## Filmografia
| Ano     | Programa           | Cargo         | Notas       | Emissora          |
| ------- | ------------------ | ------------- | ----------- | ----------------- |
| 1996    | Jornal Regional    | Repórter      |             | EPTV              |
| 1997–99 | Bom Dia Cidade     | Repórter      |             | TV TEM            |
| 1999–04 | SporTV News        | Apresentadora |             | SporTV            |
| 2004–07 | Tudo a Ver         | Apresentadora |             | Rede Record       |
| 2006    | Troca de Família   | Apresentadora | Temporada 1 | Rede Record       |
| 2007    | Atualíssima        | Apresentadora |             | Rede Bandeirantes |
| 2008    | É o Amor           | Apresentadora |             | Rede Bandeirantes |
| 2009    | Dia Dia            | Apresentadora |             | Rede Bandeirantes |
| 2009–10 | Band Esporte Clube | Apresentadora |             | Rede Bandeirantes |
| 2010–11 | Vídeo News         | Apresentadora |             | Rede Bandeirantes |
| 2012–14 | Primeiro Jornal    | Apresentadora |             | Rede Bandeirantes |
| 2014–15 | Band Esporte Clube | Apresentadora |             | Rede Bandeirantes |
| 2020    | Aqui na Band       | Apresentadora |             | Rede Bandeirantes |
| 2024    | SBT Brasil         | Repórter      |             | SBT               |